# دوبژن ناد ویسوون
دوبژن ناد ویسوون (به لاتین: Dobrzyń nad Wisłą، تلفظ: [ˈdɔbʐɨɲ--ˌnad--ˈvʲiswɔ̃]) یک شهرک در لهستان است که در شهرستان لیپنو واقع شده‌است.

## خصوصیات
دوبژن ناد ویسوون ۵٫۴۱ کیلومترمربع مساحت و ۲٬۲۶۹ نفر جمعیت دارد.